# Friese Kustpad
Het Friese Kustpad (LAW 5-4) is een langeafstandswandelpad met een lengte van 152 kilometer tussen Stavoren (Starum) en Lauwersoog. Het pad vormt onderdeel van het Nederlands Kustpad. 
Het is op het traject Afsluitdijk - Lauwersoog een onderdeel van de Europese wandelroute E9 van Hendaye naar Gdańsk. De route is in beide richtingen gemarkeerd met wit-rode tekens en in een gidsje beschreven. De route volgt in grote lijnen, doch niet steeds, de kust van de Waddenzee.
De route begint in Stavoren en volgt de kust van het IJsselmeer tot Hindeloopen, en buigt dan af naar Workum, Makkum en Wons. Even ten oosten van Zurich is er een aansluiting op de route over de Afsluitdijk: via de Afsluitdijk kan de wandelaar Den Oever bereiken, waar het Duin- en Polderpad langs de Noordzeekust begint. (Deze route is niet gemarkeerd, doch de kans op verdwalen is gering; de route biedt echter weinig afwisseling.)
Het Friese Kustpad gaat in noordelijke richting verder naar Harlingen. De hoofdroute gaat via Wijnaldum en Oosterbierum naar Sint Jacobiparochie; er is ook een kortere route die vrijwel geheel de zeedijk van de Waddenzee volgt. Hiermee wordt de route circa 5 kilometer ingekort. Na Sint Jacobiparochie wordt bij Zwarte Haan de zeedijk weer bereikt; de route loopt vervolgens langs een buitendijks kweldergebied, dat voor drooglegging bestemd was doch thans de functie van natuurgebied heeft.
De route gaat het binnenland in naar Ferwerd en Blija. Voor Holwerd wordt de zeedijk weer even aangedaan. Van Holwerd loopt de route langs de zeedijk naar het Lauwersmeer.
In Stavoren sluit het Friese Kustpad aan op het Zuiderzeepad. In Lauwersoog kan de wandelaar zijn weg vervolgen via het Wad- en Wierdenpad naar Nieuweschans, of via het Friese Woudenpad naar Steenwijk. Er is ook een niet gemarkeerde route beschreven van Holwerd naar Dokkum.
De route volgt betrekkelijk dunbevolkt gebied, waar accommodatie, horeca en winkels niet steeds voorhanden zijn. Aansluitingen op het openbaar vervoer bestaan uit stations te Stavoren en Harlingen, en busverbindingen in de meeste overige plaatsen. Dit is echter vaak vraagafhankelijk vervoer. Het is raadzaam om bij het plannen van een meerdaagse wandeling hiermee rekening te houden. Voorts wordt vermeld dat een aantal trajecten langs de zeedijk niet toegankelijk zijn voor honden, ook als deze zijn aangelijnd.